# Asphalt (politisches Schlagwort)
Das Wort Asphalt sowie seine Komposita sind nationalsozialistische politische Schlagworte („Kampfbegriffe“), welche die angeblich „intellektualistische, jüdisch-demokratische“ Zivilisation der Weimarer Republik und die „von ihr verursachte Wurzellosigkeit der Großstadtbewohner“ diffamieren.
Victor Klemperer verortet die erste metaphorische Verwendung des Wortes in der naturalistischen Lyrik um 1890. Asphalt sei die künstliche Decke, die den Großstadtbewohner vom natürlichen Boden trenne. Eine „Asphaltblume“ bedeutete damals eine Berliner Dirne, eine „mehr oder minder tragische Persönlichkeit.“

## Wortverbindungen
Als Asphaltliteratur definiert Meyers Lexikon 1936 die „Bezeichnung für Werke wurzelloser Großstadtliteraten, vor 1933 Mode- und Zerfallserscheinung zum Teil artfremder Herkunft.“
Asphaltkultur wird im Rechtschreibduden von 1941 definiert als „die volksfremde, sog. Kultur der Nachkriegszeit“ (des Ersten Weltkriegs).
Joseph Goebbels sprach in seinen Reden verächtlich vom Asphaltintellektualismus und dem „verstädterten Asphaltmenschen“. Negativ konnotiert sind Begriffe wie Asphaltpresse und Asphaltdemokratie nachweisbar.